# 国鉄ヤ250形貨車
国鉄ヤ250形貨車（こくてつヤ250がたかしゃ）は、日本国有鉄道（国鉄）が1972年からクサ9000形およびコキ9200形の改造により製作した、操車場における、「リニアモータ方式貨車加減速装置」のための設備の設置および保守用の事業用貨車（職用車）である。

## 概要
操車場の自動化のために導入された装置のひとつに「リニアモータ方式貨車加減速装置」というものがあった。リターダーのように減速するだけではなく、推進力を持っていて貨車の加速もできる、というもので、リニアモータ方式によるきわめて低い車高により貨車の下側にもぐりこむようにして貨車を捕捉し加減速する機械である。通常のレールの内側にこの機械のための専用のレールを必要とする他、いくらかの地上設備を必要とするため、その設置や保守をするための車両が必要となり、余剰となった車両から改造した車両である。1976年（昭和51年）までに2両（ヤ250、ヤ251）が製作されたが、ヤ250とヤ251とでは種車が異なっていた。このため両車は同一形式でありながら寸法が大きく異なっていた。
ヤ250
クサ9000形（クサ9000）から1972年（昭和47年）に国鉄新小岩工場で改造された。積み下ろしのためのクレーンと発電機を搭載している。台車はTR94。
ヤ251
コキ9200形（コキ9201）から1976年（昭和51年）に国鉄鷹取工場で改造された。積み下ろしのためのクレーンと発電機のほか自走用の移動機も搭載している。台車はTR99-1。

## 運用の変遷
ヤ250は塩浜操車場（現：川崎貨物駅）、ヤ251は吹田操車場（現：吹田貨物ターミナル駅）に常備されていたが、1984年2月1日国鉄ダイヤ改正でヤード集結型輸送がなくなると余剰となり、1986年（昭和61年）に除籍され、形式消滅した。